# EuroChallenge 2010/11
Die Saison 2010/11 war die 8. Spielzeit der von der FIBA Europa ausgetragenen EuroChallenge.
Den Titel gewann erstmals KK Krka aus Slowenien.

## Modus
Das Turnier begann mit einer Qualifikationsrunde. Es folgte eine Gruppenphase aus acht Gruppen mit je 4 Mannschaften. Die Gruppensieger und die Tabellenzweiten spielten weiter in der Last16-Phase mit vier Gruppen à vier Teams. Die beiden Besten jeder Gruppe qualifizierten sich für das Viertelfinale, das in einer best-of-three Serie gespielt wurde. Das Halbfinale, Finale und Spiel um Platz 3 fanden im Rahmen eines Final Four Turniers statt.

## Qualifikationsrunde
| Paarung                | Paarung | Paarung              | 1. Spiel | 2. Spiel |
| ---------------------- | ------- | -------------------- | -------- | -------- |
| BK Nischni Nowgorod    | 177:174 | Jenissei Krasnojarsk | 92:91    | 85: 82   |
| Keravnos Strovolou     | 108:142 | Szolnoki Olaj KK     | 52:75    | 56:67    |
| Paris-Levallois Basket | 141:152 | Maccabi Haifa        | 75:63    | 66:89    |
| Pinar Karşıyaka        | 164:128 | ZZ Leiden            | 87:65    | 77:63    |
| ETHA Engomis           | 135:130 | Artland Dragons      | 69:61    | 66:69    |
| KK Bosna               | 132:167 | SLUC Nancy Basket    | 74:91    | 58:76    |
| Lugano Tigers          | 166:157 | Triumph Ljuberzy     | 85:91    | 81:66    |
| Norrköping Dolphins    | 171:163 | Okapi Aalstar        | 85:84    | 86:79    |
| Chimik Juschne         | 176:174 | CSU Asesoft Ploiești | 90:83    | 86:91    |
| Steaua Bukarest        | 156:125 | BK Kiew              | 77:59    | 79:66    |
| BC Minsk-2006          | 167:176 | Antwerp Giants       | 87:87    | 80:89    |
| KK Helios Domžale      | 131:154 | BK Prostějov         | 62:70    | 69:84    |
| Dexia Mons-Hainaut     | 147:126 | Trefl Sopot          | 74:71    | 73:55    |
| Benfica Lissabon       | 182:177 | BK Ferro-SNTU        | 105:105  | 77:72    |

## Teilnehmer an der Hauptrunde
An der regulären Saison der Eurochallenge nahmen 32 Mannschaften teil.
- 10 Klubs waren für das Hauptfeld direkt qualifiziert
- 14 Klubs als Sieger der Qualifikationsrunde der Eurochallenge
- 8 Klubs als Verlierer der Qualifikationsrunde des Eurocups

| Teilnehmer               | Teilnehmer | Teilnehmer                | Teilnehmer                   | Teilnehmer                | Teilnehmer           |
| Land/Liga                | Anzahl     | Mannschaften (VJP) 1      | Mannschaften (VJP) 1         | Mannschaften (VJP) 1      | Mannschaften (VJP) 1 |
| ------------------------ | ---------- | ------------------------- | ---------------------------- | ------------------------- | -------------------- |
| Belgien (ELB)            | 4          | Belgacom Liege 3 (1)      | Telenet Ostende (3)          | Dexia Mons-Hainaut 2 (6)  | Antwerp Giants 2 (5) |
| Russland (PBL)           | 4          | MBK Dynamo Moskau 3 (4)   | Spartak St. Petersburg 3 (7) | BK Nischni Nowgorod 2 (A) | Lokomotive Kuban (5) |
| Frankreich (LNB)         | 3          | BCM Gravelines (4)        | SLUC Nancy Basket 2 (5)      | Entente Orléanaise 3 (6)  |                      |
| Deutschland (BBL)        | 2          | Skyliners Frankfurt 3 (7) | Telekom Baskets Bonn (4)     |                           |                      |
| Israel (Ligat ha’Al)     | 2          | Barak Netanja (8)         | Maccabi Haifa 2 (9)          |                           |                      |
| Türkei (TBL)             | 2          | Türk Telekom (5)          | Pınar Karşıyaka 2 (6)        |                           |                      |
| Kroatien (A-1 Liga)      | 2          | KK Zadar (2)              | KK Zagreb 3 (4)              |                           |                      |
| Zypern (Division 1)      | 2          | ETHA Engomis 2 (3)        | APOEL Nikosia 3 (2)          |                           |                      |
| Bulgarien (Nationalliga) | 1          | Lukoil Akademik 3 (1)     |                              |                           |                      |
| Estland (KML)            | 1          | Tartu Rock (1)            |                              |                           |                      |
| Lettland (LBL)           | 1          | BK Ventspils (3)          |                              |                           |                      |
| Portugal (LPB)           | 1          | Benfica Lissabon 2 (1)    |                              |                           |                      |
| Rumänien (Divizia A)     | 1          | Steaua Bukarest 2 (5)     |                              |                           |                      |
| Slowenien (SKL)          | 1          | KK Krka (2)               |                              |                           |                      |
| Schweden (Basketligan)   | 1          | Norrköping Dolphins 2 (1) |                              |                           |                      |
| Schweiz (Nationalliga)   | 1          | Lugano Tigers 2 (1)       |                              |                           |                      |
| Tschechien (NBL)         | 1          | BK Prostějov 2 (2)        |                              |                           |                      |
| Ukraine (BSU)            | 1          | Chimik Juschne 2 (10)     |                              |                           |                      |
| Ungarn (NBI/A)           | 1          | Szolnoki Olaj KK 2 (4)    |                              |                           |                      |

## 1. Gruppenphase
Die Spiele der ersten Gruppenphase fanden zwischen dem 16. November 2010 und dem 21. Dezember 2010 statt.

### Gruppe A
| Team                | Sp | S | N | P+  | P-  |
| ------------------- | -- | - | - | --- | --- |
| 1. St. Petersburg   | 6  | 5 | 1 | 507 | 441 |
| 2. Gravelines       | 6  | 3 | 3 | 428 | 452 |
| 3. Szolnoki Olaj    | 6  | 3 | 3 | 447 | 469 |
| 4. Nischni Nowgorod | 6  | 1 | 5 | 434 | 454 |

|                | St. Petersburg | Gravelines | Szolnok | Nowgorod |
| -------------- | -------------- | ---------- | ------- | -------- |
| St. Petersburg | *              | 85:77      | 88:70   | 92:83    |
| Gravelines     | 58:98          | *          | 82:71   | 72:64    |
| Szolnoki Olaj  | 88:72          | 70:69      | *       | 86:82    |
| Nowgorod       | 65:72          | 64:70      | 76:62   | *        |

### Gruppe B
| Team                   | Sp | S | N | P+  | P-  |
| ---------------------- | -- | - | - | --- | --- |
| 1. Ventspils           | 6  | 4 | 2 | 479 | 419 |
| 2. Maccabi Haifa       | 6  | 3 | 3 | 435 | 475 |
| 3. Frankfurt Skyliners | 6  | 3 | 3 | 399 | 391 |
| 4. Chimik Juschne      | 6  | 2 | 4 | 421 | 449 |

|              | Ventspils | Haifa | Frankfurt | Juschne |
| ------------ | --------- | ----- | --------- | ------- |
| BK Ventspils | *         | 99:62 | 62:64     | 79:70   |
| Maccabi      | 80:86     | *     | 54:53     | 75:82   |
| Skyliners    | 72:71     | 78:83 | *         | 72:60   |
| Chimik       | 71:82     | 77:81 | 61:60     | *       |

### Gruppe C
| Team                | Sp | S | N | P+  | P-  |
| ------------------- | -- | - | - | --- | --- |
| 1. Lukoil Akademik  | 6  | 5 | 1 | 484 | 440 |
| 2. Benfica Lissabon | 6  | 3 | 3 | 442 | 483 |
| 3. Lugano Basket    | 6  | 2 | 4 | 466 | 452 |
| 4. Tartu Rock       | 6  | 2 | 4 | 442 | 459 |

|               | Sofia       | Lissabon | Lugano      | Tartu |
| ------------- | ----------- | -------- | ----------- | ----- |
| Akademik      | *           | 92:71    | 90:81       | 74:64 |
| Benfica       | 86:79 n. V. | *        | 89:84       | 80:74 |
| Lugano Tigers | 66:69       | 74:52    | *           | 73:61 |
| Tartu Rock    | 72:80       | 80:64    | 91:88 n. V. | *     |

### Gruppe D
| Team                   | Sp | S | N | P+  | P-  |
| ---------------------- | -- | - | - | --- | --- |
| 1. Norrköping Dolphins | 6  | 4 | 2 | 474 | 453 |
| 2. Barak Netanja       | 6  | 3 | 3 | 453 | 444 |
| 3. Belgacom Liege      | 6  | 3 | 3 | 468 | 475 |
| 4. Türk Telekom        | 6  | 2 | 4 | 501 | 524 |

|               | Norrköping | Netanja | Liège | Ankara |
| ------------- | ---------- | ------- | ----- | ------ |
| Dolphins      | *          | 70:64   | 92:94 | 101:89 |
| Barak Netanja | 71:64      | *       | 78:67 | 113:89 |
| Liège         | 64:70      | 70:67   | *     | 79:83  |
| Türk Telekom  | 71:77      | 84:60   | 85:94 | *      |

### Gruppe E
| Team               | Sp | S | N | P+  | P-  |
| ------------------ | -- | - | - | --- | --- |
| 1. Krka Novo mesto | 6  | 5 | 1 | 455 | 422 |
| 2. BK Prostějov    | 6  | 5 | 1 | 478 | 440 |
| 3. Telekom Baskets | 6  | 2 | 4 | 453 | 469 |
| 4. KK Zagreb       | 6  | 0 | 6 | 440 | 495 |

|                 | Novo mesto | Prostějov | Bonn         | Zagreb |
| --------------- | ---------- | --------- | ------------ | ------ |
| KK Krka         | *          | 78:62     | 70:65        | 78:60  |
| BK Prostějov    | 89:77      | *         | 86:63        | 86:77  |
| Telekom Baskets | 71:74      | 75:81     | *            | 79:62  |
| KK Zagreb       | 75:78      | 70:74     | 96:100 n. V. | *      |

### Gruppe F
| Team                    | Sp | S | N | P+  | P-  |
| ----------------------- | -- | - | - | --- | --- |
| 1. Lokomotive Kuban     | 6  | 4 | 2 | 503 | 458 |
| 2. Antwerp Giants       | 6  | 3 | 3 | 440 | 450 |
| 3. CSA Steaua Bucureşti | 6  | 3 | 3 | 423 | 456 |
| 4. Dynamo Moskau        | 6  | 2 | 4 | 429 | 431 |

|                | Krasnodar   | Antwerpen | Bukarest | Moskau |
| -------------- | ----------- | --------- | -------- | ------ |
| Lok Kuban      | *           | 96:69     | 78:59    | 90:89  |
| Antwerp Giants | 87:83 n. V. | *         | 78:65    | 72:53  |
| CSA Steaua     | 87:78       | 80:75     | *        | 72:59  |
| Dynamo         | 67:78       | 73:59     | 88:60    | *      |

### Gruppe G
| Team               | Sp | S | N | P+  | P-  |
| ------------------ | -- | - | - | --- | --- |
| 1. Pınar Karşıyaka | 6  | 4 | 2 | 488 | 455 |
| 2. KK Zadar        | 6  | 3 | 3 | 461 | 444 |
| 3. APOEL Nikosia   | 6  | 3 | 3 | 437 | 440 |
| 4. ETHA Engomis    | 6  | 2 | 4 | 420 | 467 |

|                 | Izmir | Zadar | Nikosia | Engomi |
| --------------- | ----- | ----- | ------- | ------ |
| Pınar Karşıyaka | *     | 88:81 | 76:68   | 85:67  |
| KK Zadar        | 82:77 | *     | 95:73   | 81:67  |
| APOEL           | 82:80 | 61:56 | *       | 86:59  |
| ETHA Engomis    | 75:82 | 78:66 | 74:67   | *      |

### Gruppe H
| Team                  | Sp | S | N | P+  | P-  |
| --------------------- | -- | - | - | --- | --- |
| 1. Telenet Oostende   | 6  | 4 | 2 | 431 | 424 |
| 2. Dexia Mons-Hainaut | 6  | 3 | 3 | 440 | 443 |
| 3. SLUC Nancy         | 6  | 3 | 3 | 465 | 463 |
| 4. Entente Orléanaise | 6  | 2 | 4 | 439 | 445 |

|         | Oostende | Mons  | Nancy | Orléans |
| ------- | -------- | ----- | ----- | ------- |
| Telenet | *        | 75:67 | 78:76 | 69:68   |
| Dexia   | 71:68    | *     | 76:78 | 68:61   |
| SLUC    | 72:69    | 79:82 | *     | 70:66   |
| Entente | 70:72    | 82:76 | 92:90 | *       |

## 2. Gruppenphase (Last 16)
Die Spiele der Last 16 fanden zwischen dem 18. Januar 2011 und dem 1. März 2011 statt.

### Gruppe I
| Team                      | Sp | S | N | P+  | P-  |
| ------------------------- | -- | - | - | --- | --- |
| 1. Spartak St. Petersburg | 6  | 5 | 1 | 497 | 435 |
| 2. Lukoil Akademik        | 6  | 4 | 2 | 486 | 447 |
| 3. Maccabi Haifa          | 6  | 2 | 4 | 453 | 519 |
| 4. Barak Netanja          | 6  | 1 | 5 | 433 | 468 |

|            | St. Petersburg | Sofia | Maccabi | Netanja |
| ---------- | -------------- | ----- | ------- | ------- |
| BK Spartak | *              | 86:80 | 101:60  | 73:70   |
| Akademik   | 63:71          | *     | 87:69   | 84:76   |
| Maccabi    | 92:86          | 78:95 | *       | 74:77   |
| Netanja    | 70:80          | 67:77 | 73:80   | *       |

### Gruppe J
| Team                  | Sp | S | N | P+  | P-  |
| --------------------- | -- | - | - | --- | --- |
| 1. Krka Novo mesto    | 6  | 5 | 1 | 455 | 418 |
| 2. Pınar Karşıyaka    | 6  | 4 | 2 | 525 | 475 |
| 3. Dexia Mons-Hainaut | 6  | 2 | 4 | 441 | 481 |
| 4. Antwerp Giants     | 6  | 1 | 5 | 390 | 437 |

|                 | Novo mesto | Izmir       | Mons  | Antwerpen |
| --------------- | ---------- | ----------- | ----- | --------- |
| KK Krka         | *          | 86:81       | 85:77 | 62:46     |
| Pınar Karşıyaka | 94:74      | *           | 94:71 | 80:86     |
| Dexia           | 75:84      | 76:87       | *     | 77:73     |
| Giants          | 45:64      | 82:89 n. V. | 58:65 | *         |

### Gruppe K
| Team                   | Sp | S | N | P+  | P-  |
| ---------------------- | -- | - | - | --- | --- |
| 1. BCM Gravelines      | 6  | 5 | 1 | 463 | 448 |
| 2. BK Ventspils        | 6  | 4 | 2 | 503 | 418 |
| 3. Norrköping Dolphins | 6  | 2 | 4 | 453 | 505 |
| 4. Benfica Lissabon    | 6  | 1 | 5 | 439 | 487 |

|                | Gravelines | Ventspils | Norrköping | Lissabon |
| -------------- | ---------- | --------- | ---------- | -------- |
| BCM Gravelines | *          | 74:70     | 75:65      | 91:82    |
| BK Ventspils   | 80:62      | *         | 104:69     | 100:65   |
| Dolphins       | 87:94      | 77:75     | *          | 80:74    |
| Benfica        | 64:67      | 71:74     | 83:75      | *        |

### Gruppe L
| Team                | Sp | S | N | P+  | P-  |
| ------------------- | -- | - | - | --- | --- |
| 1. Telenet Oostende | 6  | 5 | 1 | 464 | 418 |
| 2. Lokomotive Kuban | 6  | 4 | 2 | 465 | 425 |
| 3. BK Prostějov     | 6  | 2 | 4 | 483 | 495 |
| 4. KK Zadar         | 6  | 1 | 5 | 444 | 518 |

|              | Oostende | Krasnodar | Prostějov | Zadar |
| ------------ | -------- | --------- | --------- | ----- |
| Telenet      | *        | 80:71     | 87:85     | 76:53 |
| Lok Kuban    | 70:62    | *         | 90:76     | 87:69 |
| BK Prostějov | 66:74    | 67:66     | *         | 99:82 |
| KK Zadar     | 73:85    | 71:81     | 96:90     | *     |

## Viertelfinale
Das Viertelfinale wurde in einer best-of-three Serie gespielt. Die Spiele fanden am 22., 24. und 25. März statt.
| Game # |                             | Gesamt. |                  | 1. Spiel    | 2. Spiel    | 3. Spiel |
| ------ | --------------------------- | ------- | ---------------- | ----------- | ----------- | -------- |
| 1      | BK Spartak Sankt Petersburg | 2:0     | Pınar Karşıyaka  | 78:73       | 89:71       |          |
| 2      | Krka Novo mesto             | 2:1     | Lukoil Akademik  | 72:78       | 75:61       | 71:69    |
| 3      | BCM Gravelines              | 0:2     | Lokomotive Kuban | 91:92 n. V. | 68:86       |          |
| 4      | Telenet Ostende             | 2:1     | BK Ventspils     | 86:74       | 92:97 n. V. | 70:63    |

## Final Four
Das Final Four fand in der Sleuyter Arena in Ostende, Belgien statt.
|  | Halbfinale     | Halbfinale             | Halbfinale |   |                  | Finale           | Finale                 | Finale           |
|  |                |                        |            |   |                  |                  |                        |                  |
|  | 29. April 2011 |                        |            |   |                  |                  |                        |                  |
|  | 1              | Spartak St. Petersburg | 64         |   |                  |                  |                        |                  |
|  | 2              | Lokomotive Kuban       | 74         |   |                  | 1. Mai 2011      | 1. Mai 2011            | 1. Mai 2011      |
|  |                |                        |            | 2 | Lokomotive Kuban | 77               |                        |                  |
|  |                |                        |            |   | 3                | Krka Novo mesto  | 83                     |                  |
|  | 3              | Krka Novo mesto        | 84         |   |                  |                  |                        |                  |
|  | 4              | Telenet Ostende        | 69         |   |                  | Spiel um Platz 3 | Spiel um Platz 3       | Spiel um Platz 3 |
|  |                |                        |            |   |                  | 1                | Spartak St. Petersburg | 92               |
|  | 4              | Telenet Ostende        | 94         |   |                  |                  |                        |                  |
|  |                |                        |            |   |                  |                  |                        |                  |

### Final FourMVP
- Goran Ikonić (Krka Novo mesto)

## Auszeichnungen

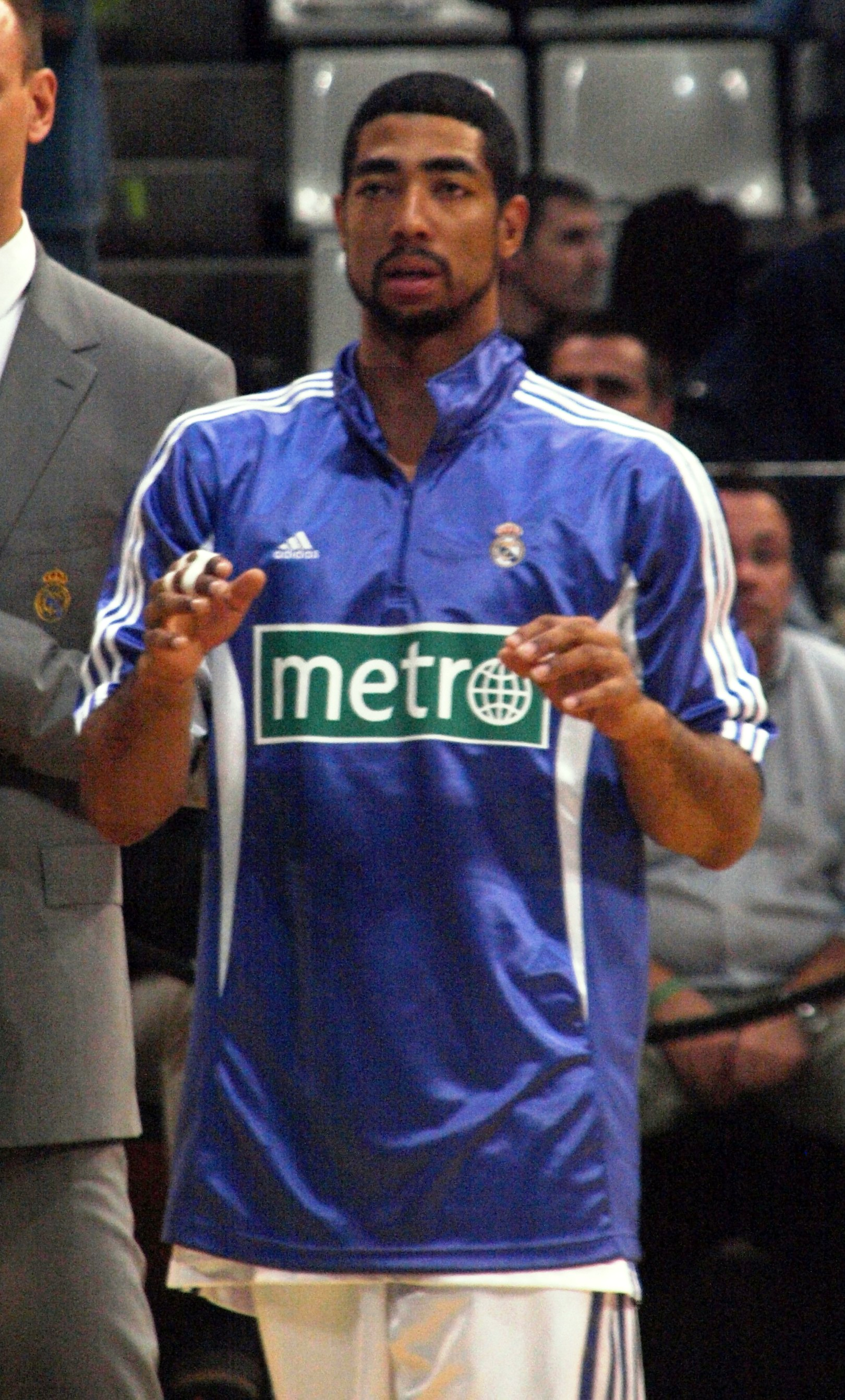
MVP der Saison:
Jeremiah Massey

Folgende Spieler wurden im Auftrag der FIBA Europa durch Yarone Arbel besonders ausgezeichnet:

### Beste Spieler nach Positionen
- Point Guard: 000 Ben Woodside (BCM Gravelines)
- Shooting Guard:  Henry Domercant (Spartak St. Petersburg)
- Small Forward:0  Matt Lojeski (Telenet Ostende)
- Power Forward:0 Jeremiah Massey (Lokomotive Kuban)
- Center:0000000  Chris Booker (Krka Novo Mesto)

### Bester Trainer
- Aleksandar Džikić (Krka Novo Mesto)

### MVP des gesamten Wettbewerbs
- Jeremiah Massey (Lokomotive Kuban)